# Лозная (село)
Лозная — село в Ровеньском районе Белгородской области России. Административный центр Лознянского сельского поселения.

## География
Село расположено в юго-восточной части Белгородской области, близ границы с Украиной, по обоим берегам малой реки Лозовой (бассейна Айдара), в 4,24 км к северо-западу по прямой (выше по течению Лозовой) от Ровенёк, районного центра. Ближайшие населённые пункты: помимо районного центра, это расположенные выше по руслу Лозовой, у её истока, село Белый Колодезь (в 2,71 км) и хутор Плесо (в 0,56 км) к северо-западу, в соседнем Вейделевском районе.

## История
Село Лозная было основано в 1709 году и изначально называлось Решетняки.
В 1859 году — Острогожского уезда «слобода казенная Лозная (Лознянская, Решетникова, хутор Решетников) при речке Лозной», «по правую сторону тракта Новочеркасского».
В 1850 году в селе построена Благовещенская церковь, при которой в 1863 году открыта церковно-приходская школа, в 1866 году заменённая земской.
С июля 1928 года слобода Лозная в Ровеньском районе — центр Лознянского сельсовета, в который входили Лозная и 5 хуторов: Вишневый, Калинина, Перещепной, Редкодуб и Шептухин.
Весной 1933 года в селе свирепствовал голод. Из 2000 жителей села за год погибли 853 человека.
В 1958 году Лознянский сельсовет Ровеньского района состоял из 4 «населенных пунктов»: село Лозная, хутора Вишневый, Калиновка, Перещепной.
К началу 1970-х годов в сельсовете остались только село Лозная и хутор Перещепной.
В 1997 году село Лозная — центр и единственный населенный пункт Лознянского сельского округа Ровеньского района.
В 2010 году село Лозная — центр Лознянского сельского поселения Ровеньского района.

## Население
| 1859 | 1897  | 2002  | 2010 | 2012 | 2013 | 2014 | 2015 | 2016 |
| ---- | ----- | ----- | ---- | ---- | ---- | ---- | ---- | ---- |
| 1577 | ↗2472 | ↘1052 | ↘948 | ↘943 | ↘924 | ↘897 | ↗902 | ↗904 |
| 2017 | 2018  | 2019  | 2020 | 2021 |      |      |      |      |
| ↗923 | ↗933  | ↘919  | ↘898 | ↘822 |      |      |      |      |

В 1859 в слободе Лозной переписано 197 дворов, 1577 жителей (795 мужчин, 782 женщины).
На 1 января 1932 года в Лозной было 2666 жителей.
По данным Всесоюзных переписей населения в селе Лозной на 17 января 1979 года — 1236 жителей, на 12 января 1989 года — 1068 (470 мужчин, 598 женщин), на 1 января 1994 года — 1120 жителей, 411 хозяйств.
В 1997 году в селе учтены 410 домовладений, 1071 житель; в 1999 году — 1065 жителей, в 2001 году — 1053.

## Прославленные уроженцы
- Лозная — малая родина генерал-майора Митрофана Федоровича Супрунова (1903-1983), в годы Великой Отечественной войны командира 385-й стрелковой дивизии 10-й армии; его дивизия дошла до Берлина, стала Краснознаменной ордена Суворова[3].

## Инфраструктура
В начале 1990-х годов село Лозная оставалось центром колхоза «Рассвет» (в 1992 году — 432 колхозника), занятого растениеводством и животноводством. По состоянию на 1995 год в Лозной — АОЗТ «Рассвет»; медицинский пункт, средняя школа.